# Campanier
Campanierna var ett folk som bodde mellan Neapelbukten och floden Volturno. De var inte en egentlig etnisk grupp utan en blandning av samniter, greker och etrusker. Samniterna var under en period mycket expansiva, vilket ledde till att campanierna uppfattade dem som ett hot. Från 340 f.Kr. och framåt bad man den romerska republiken om skydd mot samniterna. Deras största stad (och förmodligen Apenninska halvöns näst största stad) var Capua. Andra viktiga städer var Nola,  Acerrae och Suessula.